# President del Govern d'Espanya
El President del Govern és el títol que ostenta el cap de govern executiu d'Espanya, equivalent al títol de primer ministre de les democràcies parlamentàries. El president del govern és elegit pel Congrés dels diputats, la cambra baixa del parlament espanyol per mitjà d'un procés anomenat el "debat d'investidura" i després nomenat formalment pel rei davant del qual realitza el jurament o la promesa del càrrec.
El vicepresident del govern és nomenat pel rei després de ser proposat pel president del govern.
L'elecció del president del govern no es realitza de manera directa pels electors, sinó de manera indirecta pel poder legislatiu. Després de les eleccions legislatives que es realitzen cada quatre anys, el líder del partit majoritari o de la coalició majoritària és proposat com a president de govern pel rei d'Espanya després de ser elegit al Congrés dels Diputats.

## Funcions
Les seves funcions s'estableixen en els articles 97 i 116 de la Constitució Espanyola de 1978.
Les seves funcions són:
- Direcció de l'acció del govern.
- Coordinació de les funcions dels altres membres del govern.
- Representació del govern.
- Establir un programa i determinar les directrius de la política (tant interior com exterior) i vetllar pel seu compliment.
- Dirigir la política de defensa.
- Convocar, presidir i fixar l'ordre del dia per a les reunions del Consell de Ministres.
- Refrendar els actes del Rei d'Espanya i sotmetre-li, per a la seva sanció, les normes jurídiques amb rang de llei.
- Interposar recursos d'inconstitucionalitat.
- Crear, modificar i suprimir els departaments ministerials i les secretaries d'estat.
- Proposta al rei el nomenament i la separació dels vicepresidents i ministres.
- Resoldre els conflictes d'atribucions de competències entre els ministeris.
- Impartir instruccions als altres membres del govern.

## Estructura orgànica de la Presidència
L'estructura està regulada pel Reial Decret 3773/1982 de 22 de desembre, l'Acord del Consell de MInistres de 22 de desembre de 1982 i el Reial Decret 838/1996 de 10 de maig.
Està format per:
- Secretaria General de la Presidència: es caracteritza per tindre el rang de secretari d'estat i s'estructura en departaments amb nivell de direcció general: vicesecretaria general, protocol de la presidència del govern, seguretat de la presidència del govern i infraestructura i seguiment per a situacions de crisis.[4]
- Gabinet de la Presidència del Govern: es dedica a l'assistència política i tècnica facilitant-lo informació política i tècnica, assessorant-lo, facilitant-li la coordinació de l'acció del govern sabent les activitats, programes i plans dels distints ministeris i fent les funcions i activitats manades pel president. Està dirigit per un director amb rang de secretari d'estat, del qual en depén un subdirector amb rang de subsecretari. S'estructura en diversos departaments: assumptes econòmics i socials, internacional i defensa, educació i cultura, anàlisi i estudis i assumptes institucionals.
- Oficina de Ciència i Tecnologia: amb un director general.
- Oficina del Pressupost: el titular té rang de secretari d'estat i assisteix en la formulació de la política pressupostària i el seguiment dels Pressupostos Generals de l'Estat.[5]

## Història
Des de 2011 i fins 2018 el president del govern espanyol fou Mariano Rajoy Brey, cap del Partit Popular, i el 2 de juny de 2018 fou substituït per Pedro Sánchez Pérez-Castejón del PSOE després d'una moció de censura al Congrés dels Diputats.
La residència oficial i seu del govern des de 1977 és el Palau de la Moncloa a Madrid.
El 2015 el partit polític Ciudadanos proposà multiplicar el salari d'aquest càrrec, ascendint a 78.000 euros anuals.
La relació del President amb els ministres és el de ser un superior jeràrquic. La Llei del Govern de 1997 estableix que la competència de crear, modificar o suprimir els departaments ministerials la té el President, competència que exerceix mitjançant Decret.

## Llista de presidents del govern des de 1977
| # | Legislatura                  | Nom                           | Nom                          | Inici mandat            | Fi mandat              | Partit polític                   | Partit polític                   |
| - | ---------------------------- | ----------------------------- | ---------------------------- | ----------------------- | ---------------------- | -------------------------------- | -------------------------------- |
| 1 | Constituent                  | Adolfo Suárez González        | Adolfo Suárez González       | 15 de juny de 1977      | 25 de febrer de 1981   |                                  | Unió de Centre Democràtic        |
| 1 | I                            | Adolfo Suárez González        | Adolfo Suárez González       | 15 de juny de 1977      | 25 de febrer de 1981   |                                  | Unió de Centre Democràtic        |
| 2 | Leopoldo Calvo-Sotelo        | Leopoldo Calvo-Sotelo Bustelo | 25 de febrer de 1981         | 2 de desembre de 1982   |                        |                                  | Unió de Centre Democràtic        |
| 3 | II                           | Felipe González Márquez       | Felipe González Márquez      | 2 de desembre de 1982   | 3 de març de 1996      |                                  | Partit Socialista Obrer Espanyol |
| 3 | III                          | Felipe González Márquez       | Felipe González Márquez      | 2 de desembre de 1982   | 3 de març de 1996      |                                  | Partit Socialista Obrer Espanyol |
| 3 | IV                           | Felipe González Márquez       | Felipe González Márquez      | 2 de desembre de 1982   | 3 de març de 1996      |                                  | Partit Socialista Obrer Espanyol |
| 3 | V                            | Felipe González Márquez       | Felipe González Márquez      | 2 de desembre de 1982   | 3 de març de 1996      |                                  | Partit Socialista Obrer Espanyol |
| 4 | VI                           | José María Aznar López        | José María Aznar López       | 3 de març de 1996       | 14 de març de 2004     |                                  | Partit Popular                   |
| 4 | VII                          | José María Aznar López        | José María Aznar López       | 3 de març de 1996       | 14 de març de 2004     |                                  | Partit Popular                   |
| 5 | VIII                         | José Luis Rodríguez Zapatero  | José Luis Rodríguez Zapatero | 14 de març de 2004      | 20 de novembre de 2011 |                                  | Partit Socialista Obrer Espanyol |
| 5 | IX                           | José Luis Rodríguez Zapatero  | José Luis Rodríguez Zapatero | 14 de març de 2004      | 20 de novembre de 2011 |                                  | Partit Socialista Obrer Espanyol |
| 6 | X                            | Mariano Rajoy Brey            | Mariano Rajoy Brey           | 20 de novembre de 2011  | 1 de juny de 2018      |                                  | Partit Popular                   |
| 6 | XI                           | Mariano Rajoy Brey            | Mariano Rajoy Brey           | 20 de novembre de 2011  | 1 de juny de 2018      |                                  | Partit Popular                   |
| 6 | XII                          | Mariano Rajoy Brey            | Mariano Rajoy Brey           | 20 de novembre de 2011  | 1 de juny de 2018      |                                  | Partit Popular                   |
| 7 | Pedro Sánchez Pérez-Castejón | Pedro Sánchez Pérez-Castejón  | 1 de juny de 2018            | Actualment en el càrrec |                        | Partit Socialista Obrer Espanyol |                                  |
| 7 | Pedro Sánchez Pérez-Castejón | Pedro Sánchez Pérez-Castejón  | 1 de juny de 2018            | Actualment en el càrrec | XIII                   | Partit Socialista Obrer Espanyol |                                  |
| 7 | Pedro Sánchez Pérez-Castejón | Pedro Sánchez Pérez-Castejón  | 1 de juny de 2018            | Actualment en el càrrec | XIV                    | Partit Socialista Obrer Espanyol |                                  |
| 7 | Pedro Sánchez Pérez-Castejón | Pedro Sánchez Pérez-Castejón  | 1 de juny de 2018            | Actualment en el càrrec | XV                     | Partit Socialista Obrer Espanyol |                                  |